# П'єро Поллайоло
П'є́ро дель Поллайо́ло (італ. Piero del Pollaiolo; 1441, Флоренція — 1496, Рим) — італійський живописець. Брат художника Антоніо Поллайоло.

## Біографія

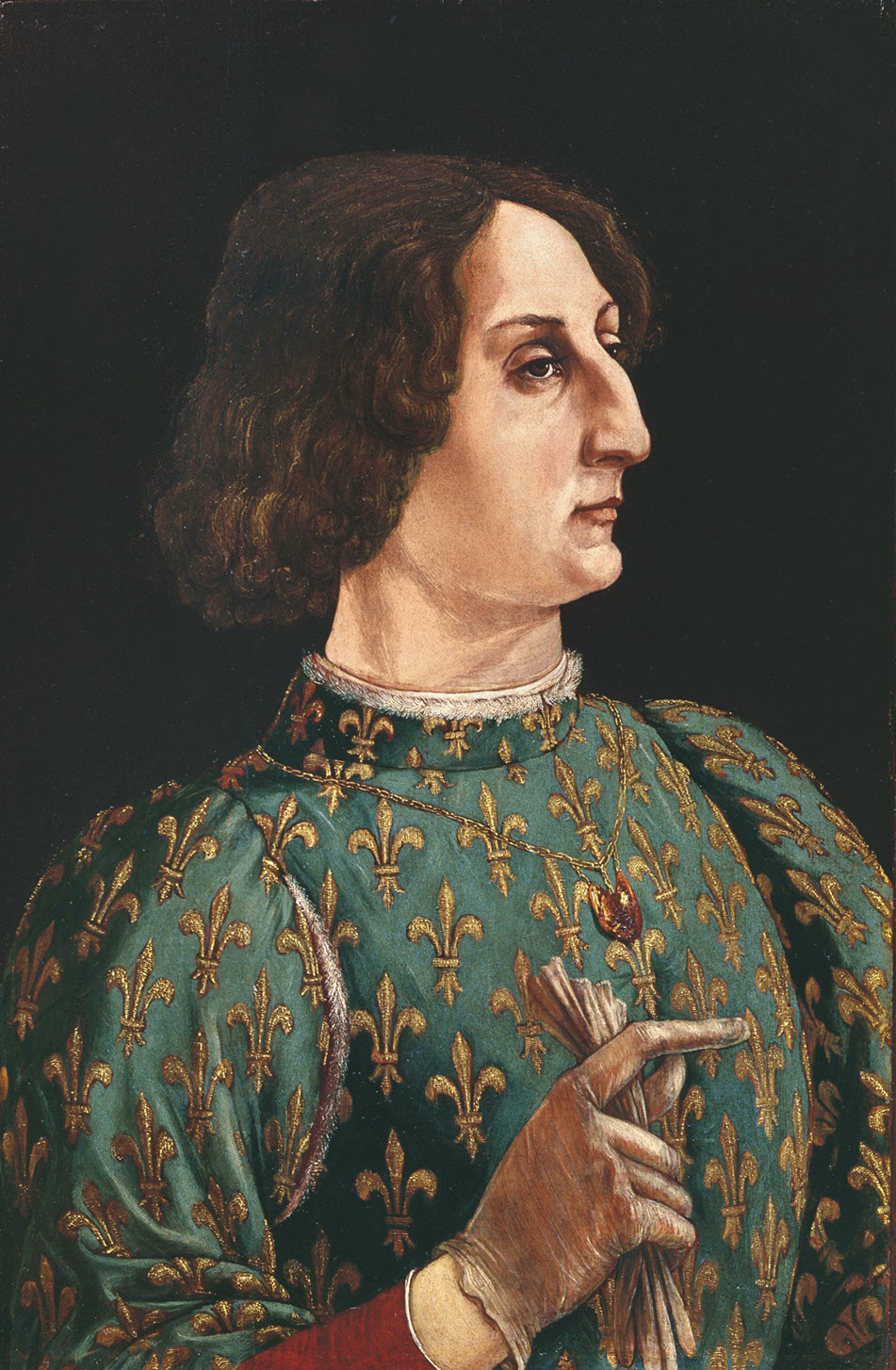
«Портрет Галеаццо Марії Сфорца», бл. 1471, Галерея Уффіці, Флоренція

Народився у Флоренції. Був рідним братом видатного італійського живописця, ювеліра і скульптора Антоніо Поллайоло. Брати володіли великою майстернею, яка виконувала численні замовлення, у тому числі і для їхніх покровителів — родини Медічі.
На відміну від брата, який працював у різних галузях мистецтва, П'єро надавав перевагу живопису. Його роботи відрізняються м'ягкістю і ліризмом. В основному це жіночі образи — «Мадонна з немовлям», жіночі профільні портрети, алегоричні фігури. Характерним прикладом ранньої творчості художника є цикл картин «Сім чеснот» (1469—1470). Єдиною роботою П'єро Поллайоло, яка містить підпис, є вівтарний образ «Коронування Богоматері» (1483), виконаної для церкви св. Августина в Сан-Джиміньяно.
Окрім цього, П'єро допомагав брату у створенні принаймні трьох полотен, які набагато перевершують за майстерністю ті картини, які він написав самостійно. Однією зі спільних робіт братів Поллайоло є «Мучеництво св. Севаст'яна» (1475). З 1484 року П'єро разом з братом працював у Римі, де брав участь у створенні надгробків пап римських Сікста IV та Інокентія VIII у соборі святого Петра.
Художник помер у Римі у 1496 році.

## Вибрані твори
- «Алегорія помірності», 1470, Галерея Уффіці, Флоренція
- «Портрет Галеаццо-Марії Сфорца», бл. 1471. Галерея Уффіці, Флоренція
- «Коронування Богоматері», 1483, цервка св. Августина, Сан-Джиміньяно
- «Жіночий портрет», кін. XV ст., Музей Польді-Пеццолі, Мілан